# Emil Abegg
Emil Abegg (* 11. Januar 1885 in Küsnacht; † 12. Februar 1962 in Zürich, heimatberechtigt in Zürich) war ein Schweizer Indologe.

## Leben
Emil Abegg wurde als einziger Sohn des Kaufmanns Emil Abegg senior und der Fanny Guggenbühl geboren. Nach der Ausbildung zum Lehrer am Seminar in Küsnacht studierte er an den Universitäten Zürich von 1904 bis 1908 sowie Leipzig von 1908 bis 1909 Germanistik, Sanskrit, Psychologie, Persisch und Arabisch. Im Jahr 1909 promovierte Abegg an der Universität Zürich bei Albert Bachmann mit einer Untersuchung der Mundart von Ursern (1911 gedruckt) und war – als Nachfolger von Johann Ulrich Hubschmied und Vorgänger von Werner Hodler – von 1909 bis 1912 Redaktor am Schweizerischen Idiotikon. Ab 1913 wirkte er vier Jahre lang als Deutschlehrer am Lehrerseminar Küsnacht.
1919 habilitierte er sich für Indische Philologie und Allgemeine Sprachwissenschaften mit einer 1921 publizierten Arbeit zum Sanskrit-Text Der Pretakalpa des Garuda-Purāna, der den Totenkult behandelt. In den Jahren 1928 bis 1955 lehrte er als Titularprofessor an der Universität Zürich.
Emil Abegg war reformierter Konfession und ehelichte 1915 Anna Elise, Tochter des Schlossers Albert Benz und Witwe des Jakob Keller.

## Wirken
Emil Abegg forschte in den Themenbereichen der Indischen Philosophie und Religionsgeschichte. Daneben fungierte er als Mitherausgeber der Zeitschrift Asiatische Studien.

## Publikationen
- Die Mundart von Urseren. Huber, Frauenfeld [1911] (Beiträge zur Schweizerdeutschen Grammatik IV).
- Der Pretakalpa des Garuda-Purāna. Vereinigung wissenschaftl. Verleger, Berlin 1921, 2. Auflage de Gruyter, Berlin 1956.
- Der Messiasglaube in Indien und Iran. de Gruyter, Berlin 1928.
- Die Indiensammlung der Universität Zürich. Beer, Zürich 1935.
- Indische Psychologie. Rascher, Zürich 1945.
- Der Buddha Maitreya. Kommissions-Verlag H. Tschudy, St. Gallen 1945.